# Bogie
Bogie is een Amerikaanse dramafilm uit 1980 onder regie van Vincent Sherman. Het scenario is gebaseerd op het leven van de Amerikaanse acteur Humphrey Bogart.

## Verhaal
De legendarische filmacteur Humphrey Bogart ondervindt huwelijksproblemen. Hij scheidt van de actrice Mayo Methot en begint een nieuwe relatie met de actrice Lauren Bacall.

## Rolverdeling
| Acteur             | Personage                   |
| ------------------ | --------------------------- |
| Kevin O'Connor     | Humphrey Bogart             |
| Kathryn Harrold    | Lauren Bacall               |
| Ann Wedgeworth     | Mayo Methot                 |
| Patricia Barry     | Zelda O'Moore               |
| Donald May         | Pat O'Moore                 |
| Alfred Ryder       | Mike Romanoff               |
| Carol Vogel        | Mary Phillips               |
| Richard Dysart     | Jack L. Warner              |
| Tobias Anderson    | Sherwood                    |
| Anne Bellamy       | Louella Parsons             |
| Michael Bond       | Werkloze acteur             |
| Norman Burton      | Hopkins                     |
| Michael Currie     | Fogelson                    |
| Ross Elliott       | Howard Hawks                |
| Woody Eney         | Randolph                    |
| Arthur Franz       | Dokter Bogart               |
| Herbie Braha       | Peter Lorre                 |
| Stephen Keep Mills | Leslie Howard               |
| Sierra Pecheur     | Naïeve dame                 |
| William Phipps     | Dokter Brandsma             |
| Royce Wallace      | May                         |
| Gary Faga          | Eigenaar van de Rolls Royce |
| Warren Hay Lyons   | Lyons                       |
| Tara Leigh         | Filmsterretje               |
| John Colton        | Regieassistent              |
| Tony May           | Stephen Bogart (7 jaar)     |
| Casey May          | Stephen Bogart (3 jaar)     |
| Drew Barrymore     | Leslie Bogart               |
| Robert Karnes      | Schaker                     |
| Dick Edwards       | Barman                      |